# Sebastian Möller
Sebastian Möller, född 23 augusti 1993, är en svensk fotbollsspelare.

## Karriär
Möller började spela fotboll som fyraåring i IF Böljan. Som 16-åring gick han 2009 över till Halmstads BK.
I februari 2013 värvades Möller av IS Halmia, där han skrev på ett tvåårskontrakt. Mellan 2014 och 2016 spelade Möller för Vinbergs IF.
I december 2016 värvades Möller av GAIS, där han skrev på ett ettårskontrakt. Möller debuterade i Superettan den 28 april 2017 i en 2–1-vinst över Falkenbergs FF, där han byttes in i den 94:e minuten mot James Sinclair. Inför säsongen 2018 värvades Möller av Varbergs BoIS. I december 2018 förlängde han sitt kontrakt med klubben. I december 2019 förlängde Möller sitt kontrakt med två år.
Den 25 augusti 2020 lånades Möller ut till Ljungskile SK på ett låneavtal över resten av säsongen. Efter säsongen 2020 lämnade han Varbergs BoIS för att satsa på en civil karriär.